# Alebrije
Ein Alebrije ist eine bunte tierähnliche Fantasiefigur aus Mexiko. Ursprünglich waren damit die von Pedro Linares erfundenen Pappmaché-Figuren gemeint, heute umfasst der Begriff auch die von Manuel Jiménez bekanntgemachten Holzschnitzereien aus Oaxaca.

## Pappmachéfiguren aus Mexiko-Stadt
Pedro Linares López (1906–1992) aus Mexiko-Stadt stellte zuerst traditionelle Piñatas, Faschingsmasken und Puppen her. Inspiriert durch einen Traum begann er 1936 mit der Herstellung dekorativer Figuren, die er Alebrijes nannte. Seine Pappmachéfiguren hatten leuchtende Farben, komplexe Formen, Flügel, Hörner, Schwänze, furchterregende Zähne und große Augen. Ein Galerist aus Cuernavaca entdeckte Linares' Figuren und machte sie in der ganzen Welt bekannt. Linares erhielt für seine Arbeit den Premio Nacional de Ciencias y Artes en la Rama VI, Artes y Tradiciones Populares, einen Preis des Staates Mexiko für Volkskunst.

## Holzfiguren aus Oaxaca

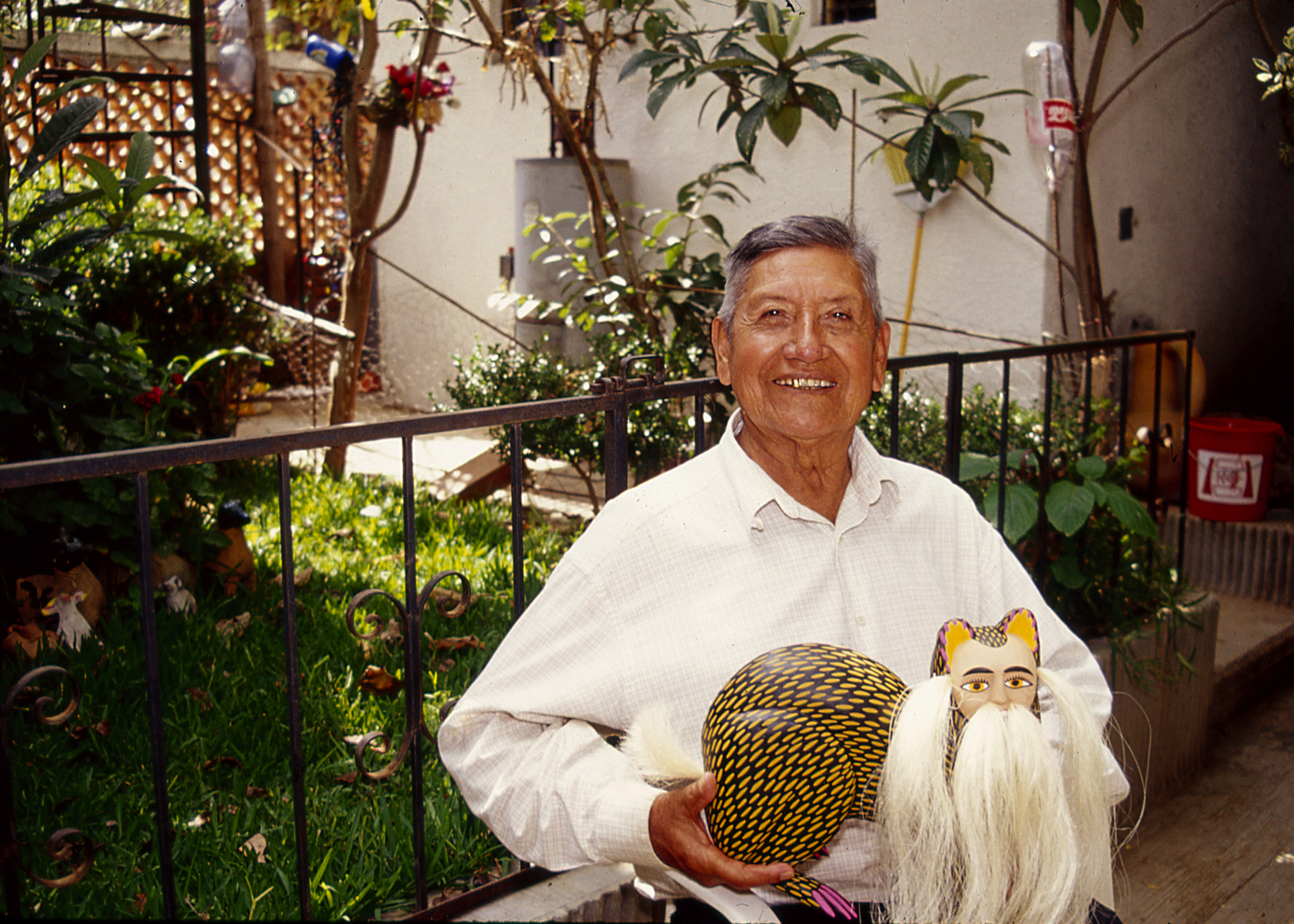
Manuel Jiménez mit einer seiner Holzfiguren

Heute wird der Name Alebrije auch benutzt für fantastische Holzschnitzereien aus Oaxaca. Dort werden die Figuren auch animalitos, monos, oder einfach figuras genannt. Manuel Jiménez Ramírez (1919–2005) gilt als Begründer dieser folkloristischen Holzschnitzereien in Oaxaca; er entwickelte die früher üblichen einfachen Figuren zu kleinen, international anerkannten Kunstwerken. Mittlerweile leben in den Dörfern San Antonio Arrazola, San Martin Tilcajete, La Union Tejalapa und San Pedro Cajonos über 200 Familien von den bunten Holzschnitzereien, darunter mehrere international anerkannte Künstler, wie Jacobo Ángeles und Bertha Cruz. Auch die Nachfahren von Manuel Jiménez fertigen Alebrijes in seinem Stil.

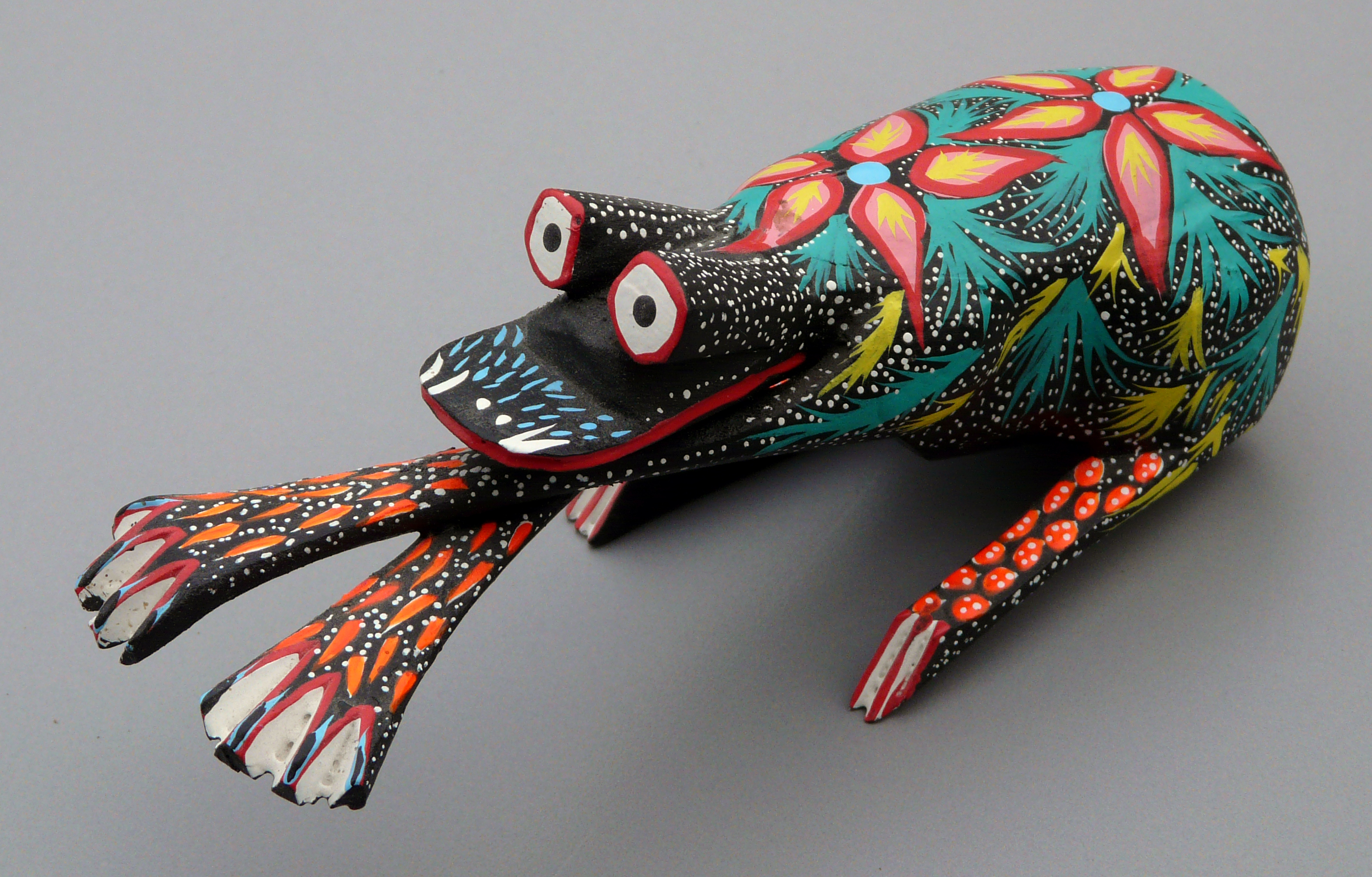
Aus Holz geschnitztes Alebrije